# Nele Reimer
Nele Reimer (* 9. September 1996 in Rostock) ist eine deutsche Handballspielerin, die mehrere Spielzeiten in der Bundesliga auflief.

## Karriere
Nele Reimer begann das Handballspielen beim SV Warnemünde. Nachdem die Rechtshänderin anschließend für den SV Eintracht Rostock aufgelaufen war, schloss sie sich 2011 dem Rostocker HC an. Hier lief die Rückraumspielerin unter anderem für die in der 3. Liga spielende Damenmannschaft auf, für die sie in 21 Spielen 119 Treffer erzielte. Im Sommer 2013 wechselte sie zum HC Leipzig. Hier spielte Reimer anfangs für die 2. Mannschaft in der 3. Liga und rückte später in den Kader der 1. Damenmannschaft auf, wo sie in der Bundesliga auf Linksaußen eingesetzt wird. In der Saison 2015/16 erhielt sie ein Zweitspielrecht für den Zweitligisten HC Rödertal. Mit dem HCL gewann sie 2016 den DHB-Pokal. Ab der Saison 2017/18 stand sie bei der Neckarsulmer Sport-Union unter Vertrag. In der Saison 2018/19 belegte Reimer mit 160 Treffern den 3. Platz in der Torschützenliste der Bundesliga. Im Sommer 2020 schloss sich Reimer der SG BBM Bietigheim an. Mit Bietigheim gewann sie 2021 den DHB-Pokal sowie den DHB-Supercup. Zum 12. November 2021 wechselte Reimer zurück zur Sport-Union Neckarsulm. Seit der Saison 2022/23 läuft sie wieder für den Rostocker HC auf. Mit Rostock stieg sie im Jahr 2025 in die 2. Bundesliga auf.
Reimer lief insgesamt 45-mal für die deutschen Jugend- und Juniorinnen-Nationalmannschaft auf. Bei der U-18-Handball-Weltmeisterschaft der Frauen gewann sie 2014 die Silbermedaille. Sie bestritt am 23. März 2019 ihr Debüt für die deutsche Nationalmannschaft.
Reimer nahm mit der Deutschen Beachhandball-Nationalmannschaft der Frauen an den Beachhandball-Europameisterschaften 2017 teil und wurde 14.